# XXVIII edició dels Premis Ariel
La XXVIII edició dels Premis Ariel, organitzada per l'Acadèmia Mexicana d'Arts i Ciències Cinematogràfiques (AMACC), es va celebrar el 1986 a Ciutat de Mèxic per celebrar el millor del cinema durant l'any anterior. Durant la cerimònia, l’AMACC va lliurar el premi Ariel a 17 categories en honor de les pel·lícules estrenades el 1985.

## Premis i nominacions
Nota: Els guanyadors estan llistats primer i destacats en negreta. ⭐
| Millor pel·lícula - Veneno para las hadas ⭐ - Los motivos de Luz - Redondo | Millor direcció - Carlos Enrique Taboada – Veneno para las hadas ⭐ - Alfredo Gurrola – El escuadrón de la muerte - Felipe Cazals – Los motivos de Luz                    |
| Millor actor - Claudio Brook – Memoriales perdidos ⭐ - Alonso Echánove – Los motivos de Luz - Alfredo Sevilla – Redondo                                                                                         | Millor actriu - Patricia Reyes Spíndola – Los motivos de Luz ⭐ - Ana Patricia Rojo – Veneno para las hadas - Elsa María Gutiérrez – Veneno para las hadas                |
| Millor coactuació masculina - José Carlos Ruiz – Toña Machetes ⭐ - Rojo Grau – El escuadrón de la muerte - Rojo Grau – Gavilán o paloma                                                                         | Millor coactuació femenina - Ana Ofelia Murguía – Los motivos de Luz ⭐ - Gina Romand – Gavilán o paloma - Dunia Zaldívar – Los motivos de Luz                            |
| Millor argument original - Jaime Casillas – Memoriales perdidos ⭐ - José Luis Urquieta, Leonel González – El puente - Carlos Enrique Taboada – Veneno para las hadas                                            | Millor guió adaptat - Jaime Casillas – Memoriales perdidos ⭐ - Raúl Busteros - Redondo - Carlos Enrique Taboada – Veneno para las hadas                                  |
| Millor fotografia - Guadalupe García – Veneno para las hadas ⭐ - Alberto Arellanos – El puente - José Ortiz Ramos – Toña Machetes                                                                               | Millor edició - Carlos Savage – Veneno para las hadas ⭐ - Juan Manuel Vargas – El eterno retorno - Fernando Pardo, Juan Manuel Vargas – Redondo                          |
| Millor escenografia - No concedit | Millor banda sonora - Carlos Jiménez Mabarak – Veneno para las hadas ⭐ - Rafael Elizondo – Naná - Guillermo Méndez Guiú – Toña Machetes'                                 |
| Millor ambientació - Eva Morales, Gisela Casillas, Manuel Cristino, Manuel Hinojosa, Roberto Corrales – Memoriales perdidos ⭐ - Horacio Martínez – Los motivos de Luz - Enrique Ramírez – Veneno para las hadas | Millor opera prima - Alfonso de Alva – El narco ⭐ - Raúl Busteros – Redondo - Damián Acosta Esparza – Hallazgo sangriento                                                |
| Millor curtmetratge - María Novaro – Una isla rodeada de agua ⭐ - Miguel Mora – Mañana de cobre - Francisco Athié – Trazos en blanco                                                                            | Millor curtmetratge documental - Dana Rotberg, Ana Díez – Elvira Luz Cruz, pena máxima ⭐ - César de Ferrari – Elecciones generales - Carlos Mendoza – Jijos de la crisis |
| Millor curtmetratge educatiu - Sonia Fritz– Bandas, vidas y otros sones ⭐ - Rafael Ortega Esquivel – Paquime, el confín de Mesoamérica ⭐ - Óscar Blancarte – Gilberto Owen, un poeta olvidado                  | Medalla Salvador Toscano - Roberto Gavaldón ⭐ |